# Fatma Aydemir
Fatma Bahar Aydemir (* 1986 Karlsruhe) je německá spisovatelka a novinářka. 
Její prarodiče přišli do Německa jako gastarbeiteři z Turecka. Studovala germanistiku a amerikanistiku ve Frankfurtu nad Mohanem. Vedla dvojjazyčný internetový projekt německého deníku Taz nazvaný taz.gazete, od roku 2023 pracuje jako sloupkařka pro deník The Guardian.
V roce 2017 jí v nakladatelství Hanser vyšel debutový román Ellbogen (Loket, vydal Hanser Verlag v Mnichově, 2017), za který obdržela literární Cenu Klause Michaela Kühneho a Cenu Franze Hessela. V roce 2019 spolu s Hengameh Yaghoobifarah editovala antologii Eure Heimat ist unser Albtraum (Vaše vlast je naše noční můra, vydalo nakladatelství Ullstein v Berlíně).
Proslavila se románem Dschinns (Džinové, vydal Hanser Verlag v Mnichově, 2022), který z několika perspektiv líčí osudy a vnitřní život jedné turecko-německé rodiny. Román se dostal do finálního výběru Deutscher Buchpreis, tedy Německé knižní ceny. Román Džinové byl v německých médiích chválen coby „zázrak preciznosti a empatie“ či jako „téměř epický rodinný román.“ Románový besteseller byl od svého uvedení přeložen do řady jazyků. V českém překladu Viktorie Hanišové jej vydalo brněnské nakladatelství Host, překlad z němčiny podpořil Goethe-Institut.
Obě Aydemiřiny knihy byly uvedeny také jako divadelní hry: Ellebogen slavil svou premiéru na prknech Národního divadla v Mannheimu v roce 2020, Džinové byli o dva roky později uvedeni tamtéž.
Českému publiku se Fatma Aydemir představila v roce 2024 na veletrhu Svět knihy Praha, a to jako jedna z hlavních hostů německojazyčného literárního programu Das Buch.